# Don Travis
Don Travis (né le 21 janvier 1924 à Moston près de Manchester, et mort en 2002 à Yeovil dans le Somerset) est un joueur de football anglais qui évoluait au poste d'attaquant.

## Biographie
Don Travis joue principalement en faveur des clubs d'Accrington Stanley, Crewe Alexandra, Chester City, et Oldham Athletic.
Il dispute un total de 326 matchs en championnat, inscrivant 155 buts.

## Palmarès
| Chester - Coupe du pays de Galles : - Finaliste : 1952-53. |  | Oldham Athletic - Championnat d'Angleterre D3 : - Meilleur buteur : 1954-55 (31 buts). |